# Парламентские выборы в Таиланде (2023)
Парламентские выборы в Таиланде, на которых избрались депутаты Палаты представителей XXVI созыва, прошли 14 мая 2023 года.

## Предыстория

### Обзор
После политического кризиса в Таиланде в 2014 году военные устроили государственный переворот, свергнув гражданское правительство Йинглак Чиннават. Военная хунта, известная как Национальный совет для мира и порядка (НСМП), пришла к власти под руководством Праюта Чан-Оча. В 2016 году НСМП завершила разработку новой конституции и провела референдум для её утверждения. Хунта запретила критику проекта конституции и наблюдение за референдумом. Активисты, выступавшие против нового документа были арестованы и привлечены к уголовной ответственности военными судами, в то время как избиратели, выразившие намерение проголосовать против, также были арестованы и привлечены к ответственности военным режимом.
В 2019 году, после многочисленных задержек, хунта наконец провела всеобщие выборы. На выборах был значительный перекос в сторону военного режима, так как Прают имел несправедливое преимущество: сенат полностью назначался хунтой, а избирательные округа перекраивались незадолго до дня голосования. После выборов поддерживающая военный режим новая партия «Паланг Прачарат» сформировала коалиционное правительство, и Прают Чан-Оча был избран парламентом в качестве премьер-министра.
В 2020 году правительство Праюта Чан-Оча столкнулось с массовыми протестами первоначально связанными с запретом и роспуском «Партии будущего», наследницей которой впоследствии стала партия «Движение вперёд». Однако в дальнейшем к причинам демонстраций добавились неудачная экономическая политика правительства на фоне пандемии COVID-19, нарушения прав человека, дискриминация ЛГБТ, коррупционные скандалы и общее недоверие к системе, сложившейся после выборов 2019 года.
Прают начал свой второй срок на посту премьер-министра 9 июня 2019 года. Согласно конституции, премьер-министр может занимать пост максимум 8 лет. Однако окончание срока Праюта на посту премьер-министра Таиланда оспаривалось, поскольку существовало множество интерпретаций, когда начался его срок. Некоторые считали, что его срок полномочий начался в 2014 году после того, как он захватил власть в результате переворота, в то время как другие считали, что его срок полномочий начался в 2017 году, после того как новая конституция была одобрена на референдуме. Юридический отдел парламента Таиланда заявил, что Прают достигнет предела своего срока в 2027 году, таким образом не засчитывая его первый срок, который начался в 2014 году. Однако 30 сентября 2022 года Конституционный суд окончательно постановил, что первый срок полномочий Праюта начался в 2017 году вместе с новой конституцией, а это означает, что он может занимать пост премьер-министра до 2025 года, если снова будет избран парламентом.

### В преддверии выборов
С конца 2022 года бывший политик Чувит Камолвизит заявил, что родственник премьер-министра Праюта якобы был связан с китайскими «теневыми бизнесменами», занимавшимися наркотиками, азартными играми и отмыванием денег. Позже он обвинил коалиционную партию «Бумяжтай» в коррупции и пропаганде неограниченного употребления марихуаны.
В январе 2023 года две молодёжные политические активистки начали голодовку, призывая к освобождению политзаключенных, задержанных до суда. Многим из них были предъявлены обвинения в оскорблении величества, что привело к новым дебатам об изменении или отмене закона. У политических партий стали узнавать об их позиции по этому вопросу.
Начиная с января 2023 года многие организации гражданского общества призвали добровольцев следить за избирательным процессом, ссылаясь на ненадежность Избирательной комиссии и её решение не сообщать о результатах выборов в режиме реального времени. По состоянию на март 2023 года движение включало в себя до 50 организаций, в том числе СМИ, которые заявили, что сообщат о предварительных результатах выборов сами.
20 марта 2023 года Палата представителей была распущена — за три дня до истечения срока полномочий. Из-за юридических формальностей дата выборов была перенесена ещё на неделю с 7 мая 2023 года. Этот шаг также дал политикам больше времени для перехода в другую партию, что многие аналитики и интерпретировали как настоящий мотив переноса дня голосования.
12 мая главнокомандующий Королевскими вооружёнными силами Таиланда Наронгпан Джитткаевтае заявил, что армия обязуется уважать результаты выборов и не совершать переворот.

## Электоральная система
На предыдущих выборах 2019 года использовалась смешанная форма пропорционального представительства и 350 мест разыгрывались по округам, а оставшиеся 150 мест — по партийным спискам. Согласно же поправкам в конституцию от 2021 года избирательная система была изменена. Снова была восстановлена система параллельного голосования, действовавшая до 2017 года и упразднён механизм пропорционального представительства.
Из 500 членов Палаты представителей, которые должны быть избраны, 400 (против 350 ранее) избираются по одномандатным округам, а 100 оставшихся депутатов будут избраны по партийным спискам, теперь с помощью отдельного бюллетеня (в отличие от выборов 2019 года, когда каждый избиратель отдавал только один голос). Это изменение подверглось критике со стороны более мелких партий, поскольку система приносит выгоду более крупным партиям, особенно правящей партии «Паланг Прачарат» и основной оппозиционной партии «Пхыа Тхаи», которые и поддержали поправку. Прогрессивная партия «Движение вперёд» напротив успешно выступила в 2019 году (под названием «Партия будущего») благодаря системе пропорционального представительства.

### Избрание премьер-министра
Как и на выборах 2019 года, голосование парламента за кандидатуру премьер-министра будет проходить на совместном заседании Палаты представителей и 250-местного Сената, полностью назначенного хунтой, в соответствии с временными условиями конституции, которые остаются в силе до 2024 года. Премьер-министр может быть избран только из заранее объявленного списка кандидатов. Каждая партия может представить до трёх кандидатов, а для их выдвижения должна иметь не менее 25 парламентариев в Палате представителей. При этом кандидаты не обязательно должны быть членами парламента.

### Перераспределение мест и округов 2022 года
В связи с увеличением числа депутатов Палаты представителей, избираемых по одномандатным округам с 350 до 400, потребовалось перераспределение мест и перекройка границ избирательных округов. 1 февраля 2022 года Избирательная комиссия Таиланда обнародовала свои расчёты, согласно которым из общего зарегистрированного населения в 66 171 439 человек по состоянию на 31 декабря 2021 года на 165 429 человек должен приходиться 1 член нижней палаты парламента. Это распределение подлежит утверждению законом, который в настоящее время рассматривается Национальным собранием.
Предварительное число членов Палаты представителей, избираемых по одномандатным округам в каждой провинции, следующее:
| Провинция | Депутатов на провинцию |
| --- | ---------------------- |
| Бангкок | 33                     |
| Накхонратчасима | 16                     |
| Кхонкэн, Убонратчатхани | 11                     |
| Чиангмай, Чонбури, Бурирам, Накхонситхаммарат, Удонтхани | 10                     |
| Сисакет, Сонгкхла | 9                      |
| Нонтхабури, Ройет, Самутпракан, Сурин | 8                      |
| Чайяпхум, Чианграй, Патхумтхани, Саконнакхон, Сураттхани | 7                      |
| Каласин, Накхонпатхом, Накхонсаван, Пхетчабун, Махасаракхам | 6                      |
| Канчанабури, Лопбури, Наратхиват, Паттани, Аюттхая, Пхитсанулок, Районг, Ратбури, Супханбури | 5                      |
| Кампхэнгпхет, Чаченгсау, Транг, Накхонпханом, Лампанг, Лей, Сарабури, Сукхотхай | 4                      |
| Краби, Чантхабури, Чумпхон, Нан, Бынгкан, Прачуапкхирикхан, Прачинбури, Пхаяу, Пхаттхалунг, Пхичит, Пхетбури, Пхрэ, Пхукет, Ясотхон, Яла, Сакэу, Так, Нонгкхай, Нонгбуалампху, Самутсакхон, Уттарадит | 3                      |
| Чайнат, Накхоннайок, Пхангнга, Мукдахан, Мэхонгсон, Лампхун, Сатун, Ангтхонг, Амнатчарен, Утхайтхани                                                                                                  | 2                      |
| Трат, Ранонг, Самутсонгкхрам, Сингбури | 1                      |
| Всего | 400                    |

## Опросы общественного мнения

### Предпочтения партии
| Даты опроса         | Опрос проводил | Выборка (чел.) | Пхыа Тхаи | Движение вперёд | Объединённая нация | Демократы | Бумяжтай | Паланг Прачарат | Либералы | Тай Сан Тай | Национальное развитие | Кла | Шартиннпаттана | Нет такой партии | Другие | Лидерство на |       |       |       |        |
| ------------------- | --- | --- | --- | --- | --- | --- | --- | --- | --- | --- | --- | --- | --- | --- | --- | --- | ----- | ----- | ----- | ------ |
| Даты опроса         | Опрос проводил | Выборка (чел.) | 28 апреля — 3 мая 2023 | Nation | 114 457 | 39.83% | 29.18% | 7.45% | 3.97% | 4.84% | 3.18% | 0.82% | 0.99% | 0.34% | 0.34% | Лидерство на | 0.68% | 7.09% | 1.63% | 10.65% |
| 24—28 апреля 2023   | NIDA | 2500 | 37.92% | 35.36% | 12.84% | 3.32% | 2.36% | 1.28% | 1.60% | 1.68% | 1.00% | 1.00% | – | 1.24% | 1.40% | 2.56% |       |       |       |        |
| 22—28 апреля 2023   | Daily News X Matichon | 78 583 | 33.65% | 50.29% | 6.05% | 1.05% | 0.70% | 2.46% | 1.01% | 1.01% | 1.60% | 1.60% | 0.26% | 0.96% | – | 16.64% |       |       |       |        |
| 10—20 апреля 2023   | Suan Dusit | 162 454 | 41.37% | 19.32% | 8.48% | 7.30% | 9.55% | 7.49% | 1.74% | 2.41% | – | – | 1.25% | – | 1.09% | 22.05% |       |       |       |        |
| 6—20 апреля 2023    | Thairath News | 14 140 | 40.38% | 36.49% | 12.51% | 2.35% | 1.52% | 1.34% | 0.58% | 0.81% | – | – | 0.45% | 3.58% | – | 3.89% |       |       |       |        |
| 8—14 апреля 2023    | Daily News X Matichon | 84 076 | 38.89% | 32.37% | 12.84% | 1.83% | 3.30% | 1.55% | 1.63% | 1.73% | 1.14% | 1.14% | – | 2.21% | 2.51% | 6.52% |       |       |       |        |
| 7—12 апреля 2023    | Nation | 39 687 | 35.75% | 16.02% | 4.50% | 3.50% | 3.80% | 1.58% | 0.69% | 0.71% | 0.84% | 0.84% | 0.18% | 32.27% | 0.16% | 3.48% |       |       |       |        |
| 3—7 апреля 2023     | NIDA | 2000 | 47.00% | 21.85% | 11.40% | 4.50% | 3.00% | 1.80% | 2.65% | 2.10% | 1.55% | 1.55% | – | 2.35% | 3.60% | 25.15% |       |       |       |        |
| 20 марта 2023       | Палата представителей была распущена за три дня до окончания своих полномочий                                                                | Палата представителей была распущена за три дня до окончания своих полномочий                                                                | Палата представителей была распущена за три дня до окончания своих полномочий                                                                | Палата представителей была распущена за три дня до окончания своих полномочий                                                                | Палата представителей была распущена за три дня до окончания своих полномочий                                                                | Палата представителей была распущена за три дня до окончания своих полномочий                                                                | Палата представителей была распущена за три дня до окончания своих полномочий                                                                | Палата представителей была распущена за три дня до окончания своих полномочий                                                                | Палата представителей была распущена за три дня до окончания своих полномочий                                                                | Палата представителей была распущена за три дня до окончания своих полномочий                                                                | Палата представителей была распущена за три дня до окончания своих полномочий                                                                | Палата представителей была распущена за три дня до окончания своих полномочий                                                                | Палата представителей была распущена за три дня до окончания своих полномочий                                                                | Палата представителей была распущена за три дня до окончания своих полномочий                                                                | Палата представителей была распущена за три дня до окончания своих полномочий                                                                | Палата представителей была распущена за три дня до окончания своих полномочий                                                                |       |       |       |        |
| 1—17 марта 2023     | Suan Dusit | 10 614 | 46.16% | 15.43% | 8.73% | 7.71% | 11.12% | 7.11% | 0.41% | 1.43% | 0.53% | 0.53% | – | – | 1.37% | 30.73% |       |       |       |        |
| 2—8 марта 2023      | NIDA | 2000 | 49.85% | 17.15% | 12.15% | 4.95% | 2.55% | 2.30% | 2.85% | 2.60% | – | – | – | 2.35% | 3.25% | 32.70% |       |       |       |        |
| 17—22 декабря 2022  | NIDA | 2000 | 42.95% | 16.60% | 6.95% | 5.35% | 5.25% | 4.00% | 3.40% | 3.25% | 1.35% | 1.35% | – | 8.30% | 2.60% | 26.35% |       |       |       |        |
| 24 декабря 2022     | Премьер-министр Прают Чан-Оча перешёл из «Паланг Прачарат» в «Объединённую тайскую нацию»                                                    | Премьер-министр Прают Чан-Оча перешёл из «Паланг Прачарат» в «Объединённую тайскую нацию»                                                    | Премьер-министр Прают Чан-Оча перешёл из «Паланг Прачарат» в «Объединённую тайскую нацию»                                                    | Премьер-министр Прают Чан-Оча перешёл из «Паланг Прачарат» в «Объединённую тайскую нацию»                                                    | Премьер-министр Прают Чан-Оча перешёл из «Паланг Прачарат» в «Объединённую тайскую нацию»                                                    | Премьер-министр Прают Чан-Оча перешёл из «Паланг Прачарат» в «Объединённую тайскую нацию»                                                    | Премьер-министр Прают Чан-Оча перешёл из «Паланг Прачарат» в «Объединённую тайскую нацию»                                                    | Премьер-министр Прают Чан-Оча перешёл из «Паланг Прачарат» в «Объединённую тайскую нацию»                                                    | Премьер-министр Прают Чан-Оча перешёл из «Паланг Прачарат» в «Объединённую тайскую нацию»                                                    | Премьер-министр Прают Чан-Оча перешёл из «Паланг Прачарат» в «Объединённую тайскую нацию»                                                    | Премьер-министр Прают Чан-Оча перешёл из «Паланг Прачарат» в «Объединённую тайскую нацию»                                                    | Премьер-министр Прают Чан-Оча перешёл из «Паланг Прачарат» в «Объединённую тайскую нацию»                                                    | Премьер-министр Прают Чан-Оча перешёл из «Паланг Прачарат» в «Объединённую тайскую нацию»                                                    | Премьер-министр Прают Чан-Оча перешёл из «Паланг Прачарат» в «Объединённую тайскую нацию»                                                    | Премьер-министр Прают Чан-Оча перешёл из «Паланг Прачарат» в «Объединённую тайскую нацию»                                                    | Премьер-министр Прают Чан-Оча перешёл из «Паланг Прачарат» в «Объединённую тайскую нацию»                                                    |       |       |       |        |
| 16 декабря 2022     | 34 члена парламента покинули свои партии и присоединились к «Бумяжтай»                                                                       | 34 члена парламента покинули свои партии и присоединились к «Бумяжтай»                                                                       | 34 члена парламента покинули свои партии и присоединились к «Бумяжтай»                                                                       | 34 члена парламента покинули свои партии и присоединились к «Бумяжтай»                                                                       | 34 члена парламента покинули свои партии и присоединились к «Бумяжтай»                                                                       | 34 члена парламента покинули свои партии и присоединились к «Бумяжтай»                                                                       | 34 члена парламента покинули свои партии и присоединились к «Бумяжтай»                                                                       | 34 члена парламента покинули свои партии и присоединились к «Бумяжтай»                                                                       | 34 члена парламента покинули свои партии и присоединились к «Бумяжтай»                                                                       | 34 члена парламента покинули свои партии и присоединились к «Бумяжтай»                                                                       | 34 члена парламента покинули свои партии и присоединились к «Бумяжтай»                                                                       | 34 члена парламента покинули свои партии и присоединились к «Бумяжтай»                                                                       | 34 члена парламента покинули свои партии и присоединились к «Бумяжтай»                                                                       | 34 члена парламента покинули свои партии и присоединились к «Бумяжтай»                                                                       | 34 члена парламента покинули свои партии и присоединились к «Бумяжтай»                                                                       | 34 члена парламента покинули свои партии и присоединились к «Бумяжтай»                                                                       |       |       |       |        |
| 15—21 сентября 2022 | NIDA | 2500 | 34.44% | 13.56% | 0.44% | 7.56% | 2.32% | 5.56% | 2.56% | 3.04% | 1.00% | 1.00% | – | 24.00% | 5.96 | 20.88% |       |       |       |        |
| 2 сентября 2022     | Лидер партии «Кла» Корн Чатикаваний перешёл в «Партию национального развития», объединив усилия двух партий                                  | Лидер партии «Кла» Корн Чатикаваний перешёл в «Партию национального развития», объединив усилия двух партий                                  | Лидер партии «Кла» Корн Чатикаваний перешёл в «Партию национального развития», объединив усилия двух партий                                  | Лидер партии «Кла» Корн Чатикаваний перешёл в «Партию национального развития», объединив усилия двух партий                                  | Лидер партии «Кла» Корн Чатикаваний перешёл в «Партию национального развития», объединив усилия двух партий                                  | Лидер партии «Кла» Корн Чатикаваний перешёл в «Партию национального развития», объединив усилия двух партий                                  | Лидер партии «Кла» Корн Чатикаваний перешёл в «Партию национального развития», объединив усилия двух партий                                  | Лидер партии «Кла» Корн Чатикаваний перешёл в «Партию национального развития», объединив усилия двух партий                                  | Лидер партии «Кла» Корн Чатикаваний перешёл в «Партию национального развития», объединив усилия двух партий                                  | Лидер партии «Кла» Корн Чатикаваний перешёл в «Партию национального развития», объединив усилия двух партий                                  | Лидер партии «Кла» Корн Чатикаваний перешёл в «Партию национального развития», объединив усилия двух партий                                  | Лидер партии «Кла» Корн Чатикаваний перешёл в «Партию национального развития», объединив усилия двух партий                                  | Лидер партии «Кла» Корн Чатикаваний перешёл в «Партию национального развития», объединив усилия двух партий                                  | Лидер партии «Кла» Корн Чатикаваний перешёл в «Партию национального развития», объединив усилия двух партий                                  | Лидер партии «Кла» Корн Чатикаваний перешёл в «Партию национального развития», объединив усилия двух партий                                  | Лидер партии «Кла» Корн Чатикаваний перешёл в «Партию национального развития», объединив усилия двух партий                                  |       |       |       |        |
| 20—23 июня 2022     | NIDA | 2500 | 36.36% | 17.88% | 0.04% | 6.32% | 2.56% | 7.00% | 3.04% | 2.96% | – | 2.68% | – | 18.68% | 2.52% | 18.48% |       |       |       |        |
| 20 марта 2022       | Пэтонгтарн Чиннават была назначена главой семейства партии «Пхыа Тхаи», а также стала предполагаемым кандидатом в премьер-министры от партии | Пэтонгтарн Чиннават была назначена главой семейства партии «Пхыа Тхаи», а также стала предполагаемым кандидатом в премьер-министры от партии | Пэтонгтарн Чиннават была назначена главой семейства партии «Пхыа Тхаи», а также стала предполагаемым кандидатом в премьер-министры от партии | Пэтонгтарн Чиннават была назначена главой семейства партии «Пхыа Тхаи», а также стала предполагаемым кандидатом в премьер-министры от партии | Пэтонгтарн Чиннават была назначена главой семейства партии «Пхыа Тхаи», а также стала предполагаемым кандидатом в премьер-министры от партии | Пэтонгтарн Чиннават была назначена главой семейства партии «Пхыа Тхаи», а также стала предполагаемым кандидатом в премьер-министры от партии | Пэтонгтарн Чиннават была назначена главой семейства партии «Пхыа Тхаи», а также стала предполагаемым кандидатом в премьер-министры от партии | Пэтонгтарн Чиннават была назначена главой семейства партии «Пхыа Тхаи», а также стала предполагаемым кандидатом в премьер-министры от партии | Пэтонгтарн Чиннават была назначена главой семейства партии «Пхыа Тхаи», а также стала предполагаемым кандидатом в премьер-министры от партии | Пэтонгтарн Чиннават была назначена главой семейства партии «Пхыа Тхаи», а также стала предполагаемым кандидатом в премьер-министры от партии | Пэтонгтарн Чиннават была назначена главой семейства партии «Пхыа Тхаи», а также стала предполагаемым кандидатом в премьер-министры от партии | Пэтонгтарн Чиннават была назначена главой семейства партии «Пхыа Тхаи», а также стала предполагаемым кандидатом в премьер-министры от партии | Пэтонгтарн Чиннават была назначена главой семейства партии «Пхыа Тхаи», а также стала предполагаемым кандидатом в премьер-министры от партии | Пэтонгтарн Чиннават была назначена главой семейства партии «Пхыа Тхаи», а также стала предполагаемым кандидатом в премьер-министры от партии | Пэтонгтарн Чиннават была назначена главой семейства партии «Пхыа Тхаи», а также стала предполагаемым кандидатом в премьер-министры от партии | Пэтонгтарн Чиннават была назначена главой семейства партии «Пхыа Тхаи», а также стала предполагаемым кандидатом в премьер-министры от партии |       |       |       |        |
| 10—15 марта 2022    | NIDA | 2020 | 25.89% | 16.24% | 0.10% | 7.97% | 1.88% | 7.03% | 2.28% | 2.18% | – | 1.83% | – | 28.86% | 5.84% | 2.97% |       |       |       |        |
| 15—21 декабря 2021  | NIDA | 2504 | 23.52% | 13.18% | – | 7.15% | 1.32% | 8.99% | 2.43% | 1.60% | – | 1.08% | – | 37.14% | 3.59% | 13.62% |       |       |       |        |
| 20—23 сентября 2021 | NIDA | 2018 | 22.50% | 15.11% | – | 7.78% | 1.14% | 9.51% | 2.68% | 1.93% | – | 1.39% | – | 30.82% | 7.14% | 8.32% |       |       |       |        |
| 11—16 июня 2021     | NIDA | 2515 | 19.48% | 14.51% | – | 9.54% | 2.43% | 10.70% | 2.90% | 2.47% | – | 1.71% | – | 32.68% | 3.58% | 13.20% |       |       |       |        |
| 23 марта 2021       | Сударат Кейурафан вышла из «Пхыа Тхаи» и основала партию «Тай Сан Тай»                                                                       | Сударат Кейурафан вышла из «Пхыа Тхаи» и основала партию «Тай Сан Тай»                                                                       | Сударат Кейурафан вышла из «Пхыа Тхаи» и основала партию «Тай Сан Тай»                                                                       | Сударат Кейурафан вышла из «Пхыа Тхаи» и основала партию «Тай Сан Тай»                                                                       | Сударат Кейурафан вышла из «Пхыа Тхаи» и основала партию «Тай Сан Тай»                                                                       | Сударат Кейурафан вышла из «Пхыа Тхаи» и основала партию «Тай Сан Тай»                                                                       | Сударат Кейурафан вышла из «Пхыа Тхаи» и основала партию «Тай Сан Тай»                                                                       | Сударат Кейурафан вышла из «Пхыа Тхаи» и основала партию «Тай Сан Тай»                                                                       | Сударат Кейурафан вышла из «Пхыа Тхаи» и основала партию «Тай Сан Тай»                                                                       | Сударат Кейурафан вышла из «Пхыа Тхаи» и основала партию «Тай Сан Тай»                                                                       | Сударат Кейурафан вышла из «Пхыа Тхаи» и основала партию «Тай Сан Тай»                                                                       | Сударат Кейурафан вышла из «Пхыа Тхаи» и основала партию «Тай Сан Тай»                                                                       | Сударат Кейурафан вышла из «Пхыа Тхаи» и основала партию «Тай Сан Тай»                                                                       | Сударат Кейурафан вышла из «Пхыа Тхаи» и основала партию «Тай Сан Тай»                                                                       | Сударат Кейурафан вышла из «Пхыа Тхаи» и основала партию «Тай Сан Тай»                                                                       | Сударат Кейурафан вышла из «Пхыа Тхаи» и основала партию «Тай Сан Тай»                                                                       |       |       |       |        |
| 23—26 марта 2021    | NIDA | 2522 | 22.13% | 13.48% | – | 7.10% | 3.25% | 16.65% | 3.81% | – | – | – | 1.03% | 29.82% | 2.73% | 7.69% |       |       |       |        |
| 20—23 декабря 2020  | NIDA | 2533 | 23.61% | 14.92% | – | 7.46% | 1.82% | 17.80% | 3.00% | – | 0.24% | 0.95% | 0.55% | 26.49% | 3.16% | 2.88% |       |       |       |        |
| 18—23 сентября 2020 | NIDA | 2527 | 19.39% | 12.70% | – | 7.44% | 1.58% | 12.39% | 1.70% | – | 0.28% | 0.79% | 0.36% | 41.59% | 2.14% | 22.20% |       |       |       |        |
| 22—24 июня 2020     | NIDA | 2517 | 20.70% | 13.47% | – | 7.75% | 1.43% | 15.73% | 2.50% | – | 0.11% | 1.11% | 0.36% | 32.38% | 4.46% | 11.68% |       |       |       |        |
| 21 февраля 2020     | «Партия будущего» (преемницей которой стала партия «Движения вперёд») была запрещена и распущена постановлением Конституционного суда        | «Партия будущего» (преемницей которой стала партия «Движения вперёд») была запрещена и распущена постановлением Конституционного суда        | «Партия будущего» (преемницей которой стала партия «Движения вперёд») была запрещена и распущена постановлением Конституционного суда        | «Партия будущего» (преемницей которой стала партия «Движения вперёд») была запрещена и распущена постановлением Конституционного суда        | «Партия будущего» (преемницей которой стала партия «Движения вперёд») была запрещена и распущена постановлением Конституционного суда        | «Партия будущего» (преемницей которой стала партия «Движения вперёд») была запрещена и распущена постановлением Конституционного суда        | «Партия будущего» (преемницей которой стала партия «Движения вперёд») была запрещена и распущена постановлением Конституционного суда        | «Партия будущего» (преемницей которой стала партия «Движения вперёд») была запрещена и распущена постановлением Конституционного суда        | «Партия будущего» (преемницей которой стала партия «Движения вперёд») была запрещена и распущена постановлением Конституционного суда        | «Партия будущего» (преемницей которой стала партия «Движения вперёд») была запрещена и распущена постановлением Конституционного суда        | «Партия будущего» (преемницей которой стала партия «Движения вперёд») была запрещена и распущена постановлением Конституционного суда        | «Партия будущего» (преемницей которой стала партия «Движения вперёд») была запрещена и распущена постановлением Конституционного суда        | «Партия будущего» (преемницей которой стала партия «Движения вперёд») была запрещена и распущена постановлением Конституционного суда        | «Партия будущего» (преемницей которой стала партия «Движения вперёд») была запрещена и распущена постановлением Конституционного суда        | «Партия будущего» (преемницей которой стала партия «Движения вперёд») была запрещена и распущена постановлением Конституционного суда        | «Партия будущего» (преемницей которой стала партия «Движения вперёд») была запрещена и распущена постановлением Конституционного суда        |       |       |       |        |
| 18—20 декабря 2019  | NIDA | 2511 | 19.95% | 30.27% | – | 10.83% | 2.43% | 16.69% | 2.03% | – | – | – | 0.92% | 13.46% | 3.42% | 10.32% |       |       |       |        |
| 24 марта 2019       | Выборы 2019 | – | 21.92% | 17.34% | новая | 10.92% | 10.33% | 23.34% | 2.29% | новая | 0.70% | новая | 2.16% | 1.68% | 9.32% | 1.46% |       |       |       |        |

### Предпочтения премьер-министра
| Даты опроса         | Опрос проводил        | Выборка (чел.) | Прают                  | Сударат | Пэтонгтарн | Сеттха   | Пита     | Чурин   | Чурин  | Сериписат | Корн  | Анутин | Не определились | Другие | Лидерство на |       |       |       |       |       |
| ------------------- | --------------------- | -------------- | ---------------------- | ------- | ---------- | -------- | -------- | ------- | ------ | --------- | ----- | ------ | --------------- | ------ | ------------ | ----- | ----- | ----- | ----- | ----- |
| Даты опроса         | Опрос проводил        | Выборка (чел.) | 24 апреля — 3 мая 2023 | Nation  | 114 457    | 8.85%    | 1.23%    | 27.55%  | 13.28% | 29.37%    | 2.49% | 2.49%  | 1.11%           | Другие | Лидерство на | 0.38% | 4.05% | 5.35% | 6.34% | 1.82% |
| 24—28 апреля 2023   | NIDA                  | 2500           | 14.84%                 | 2.48%   | 29.20%     | 6.76%    | 35.44%   | 1.80%   | 1.80%  | 1.68%     | 1.32% | 1.36%  | 3.00%           | 2.12%  | 6.24%        |       |       |       |       |       |
| 22—28 апреля 2023   | Daily News X Matichon | 78 583         | 6.52%                  | 1.04%   | 19.59%     | 15.54%   | 49.17%   | —       | —      | 0.84%     | 1.74% | 0.64%  | 1.18%           | 3.74%  | 29.58%       |       |       |       |       |       |
| 8—14 апреля 2023    | Daily News X Matichon | 84 076         | 13.72%                 | 1.90%   | 23.23%     | 16.69%   | 29.42%   | 1.08%   | 1.08%  | 2.25%     | 2.94% | 1.40%  | 2.97%           | 3.15%  | 6.19%        |       |       |       |       |       |
| 7–12 апреля 2023    | Nation                | 39 687         | 8.13%                  | 1.67%   | 33.81%     | 7.45%    | 16.87%   | 2.59%   | 2.59%  | 1.42%     | 1.09% | 2.70%  | 22.58%          | 1.69%  | 11.23%       |       |       |       |       |       |
| 3—7 апреля 2023     | NIDA                  | 2000           | 13.60%                 | 4.15%   | 35.70%     | 6.05%    | 20.25%   | 2.20%   | 2.20%  | 3.45%     | 1.95% | 2.55%  | 6.10%           | 4.00%  | 15.45%       |       |       |       |       |       |
| Даты опроса         | Опрос проводил        | Выборка (чел.) | Прают                  | Сударат | Пэтонгтарн | Чонланан | Пита     | Чурин   | Чурин  | Сериписат | Корн  | Анутин | Не определились | Другие | Лидерство на |       |       |       |       |       |
| Даты опроса         | Опрос проводил        | Выборка (чел.) |                        |         |            |          |          |         |        |           |       |        |                 | Другие | Лидерство на |       |       |       |       |       |
| 2—8 марта 2023      | NIDA                  | 2000           | 15.65%                 | 5.10%   | 38.20%     | 1.60%    | 15.75%   | 2.35%   | 2.35%  | 4.45%     | 1.40% | 1.55%  | 9.45%           | 4.50%  | 22.45%       |       |       |       |       |       |
| 17—22 декабря 2022  | NIDA                  | 2000           | 14.05%                 | 6.45%   | 34.00%     | 2.60%    | 13.25%   | 2.30%   | 2.30%  | 6.00%     | 2.65% | 5.00%  | 8.25%           | 5.45%  | 19.95%       |       |       |       |       |       |
| 15—21 сентября 2022 | NIDA                  | 2500           | 10.12%                 | 9.12%   | 21.60%     | 2.20%    | 10.56%   | 1.68%   | 1.68%  | 6.28%     | 2.12% | 2.40%  | 24.16%          | 9.76%  | 2.56%        |       |       |       |       |       |
| 20—23 июня 2022     | NIDA                  | 2500           | 11.68%                 | 6.80%   | 25.28%     | 2.92%    | 13.24%   | 1.56%   | 1.56%  | 6.60%     | 3.76% | 1.52%  | 18.68%          | 7.96%  | 12.04%       |       |       |       |       |       |
| 10—15 марта 2022    | NIDA                  | 2020           | 12.67%                 | 8.22%   | 12.53%     | 3.96%    | 13.42%   | 2.58%   | 2.58%  | 7.03%     | 2.77% | 1.63%  | 27.62%          | 7.57%  | 14.20%       |       |       |       |       |       |
| 15—21 декабря 2021  | NIDA                  | 2504           | 16.93%                 | 5.51%   | 10.55%     | 2.24%    | 10.74%   | 1.84%   | 1.84%  | 4.83%     | 2.63% | —      | 36.54%          | 8.19%  | 19.61%       |       |       |       |       |       |
| 25—28 октября 2021  | Suan Dusit            | 1186           | 21.27%                 | 19.35%  | —          | —        | 28.67%   | —       | —      | —         | —     | —      | —               | 30.71% | 7.40%        |       |       |       |       |       |
| Даты опроса         | Опрос проводил        | Выборка (чел.) | Прают                  | Сударат | Сомпонг    | Сомпонг  | Пита     | Чурин   | Чурин  | Сериписат | Корн  | Анутин | Не определились | Другие | Лидерство на |       |       |       |       |       |
| Даты опроса         | Опрос проводил        | Выборка (чел.) |                        |         |            |          |          |         |        |           |       |        |                 | Другие | Лидерство на |       |       |       |       |       |
| 20—23 сентября 2021 | NIDA                  | 2018           | 17.54%                 | 11.15%  | 2.33%      | 2.33%    | 11.05%   | 1.54%   | 1.54%  | 9.07%     | 2.58% | 1.24%  | 32.61%          | 10.89% | 15.07%       |       |       |       |       |       |
| 11—16 июня 2021     | NIDA                  | 2515           | 19.32%                 | 13.64%  | 0.87%      | 0.87%    | 5.45%    | 1.47%   | 1.47%  | 8.71%     | 3.62% | 2.35%  | 37.65%          | 6.92%  | 18.33%       |       |       |       |       |       |
| 23—26 марта 2021    | NIDA                  | 2522           | 28.79%                 | 12.09%  | 1.90%      | 1.90%    | 6.26%    | 0.99%   | 0.99%  | 8.72%     | 2.70% | 2.02%  | 30.10%          | 6.43%  | 1.31%        |       |       |       |       |       |
| 20—23 декабря 2020  | NIDA                  | 2533           | 30.32%                 | 13.46%  | 1.03%      | 1.03%    | 7.74%    | 0.63%   | 0.63%  | 7.50%     | 1.65% | 1.34%  | 32.10%          | 4.23%  | 1.78%        |       |       |       |       |       |
| Даты опроса         | Опрос проводил        | Выборка (чел.) | Прают                  | Сударат | Сомпонг    | Сомпонг  | Пита     | Апхисит | Чурин  | Сериписат | Корн  | Анутин | Не определились | Другие | Лидерство на |       |       |       |       |       |
| Даты опроса         | Опрос проводил        | Выборка (чел.) |                        |         |            |          |          |         |        |           |       |        |                 | Другие | Лидерство на |       |       |       |       |       |
| 18—23 сентября 2020 | NIDA                  | 2527           | 18.64%                 | 10.57%  | 1.07%      | 1.07%    | 5.70%    | —       | —      | 3.92%     | 1.54% | 0.67%  | 54.13%          | 3.76%  | 35.49%       |       |       |       |       |       |
| 22—24 июня 2020     | NIDA                  | 2517           | 25.47%                 | 8.07%   | 0.99%      | 0.99%    | 3.93%    | 0.95%   | 0.83%  | 4.57%     | 1.67% | 0.44%  | 44.06%          | 9.02%  | 18.59%       |       |       |       |       |       |
| Даты опроса         | Опрос проводил        | Выборка (чел.) | Прают                  | Сударат | Сомпонг    | Сомпонг  | Танаторн | Апхисит | Чурин  | Сериписат | Корн  | Анутин | Не определились | Другие | Лидерство на |       |       |       |       |       |
| Даты опроса         | Опрос проводил        | Выборка (чел.) |                        |         |            |          |          |         |        |           |       |        |                 | Другие | Лидерство на |       |       |       |       |       |
| 18—20 декабря 2019  | NIDA                  | 2511           | 23.74%                 | 11.95%  | 0.40%      | 0.40%    | 31.42%   | 0.67%   | 2.47%  | 3.90%     | 0.04% | 1.08%  | 17.32%          | 7.01%  | 7.68%        |       |       |       |       |       |

- NIDA (англ. National Institute of Development Administration) — Национальный институт управления развитием.
- Suan Dusit (англ. Suan Dusit University) — Университет Суан Дусит.

## Результаты
Оппозиционная партия «Движение вперёд» набрала наибольшее количество голосов, получив 152 места, опередив своего главного соперника — также оппозиционную партию «Пхыа Тхаи», которая считалась лидером предстоящих выборов. Аналитики интерпретировали это как «политическое землетрясение» и значительный сдвиг в общественном мнении, в то время как сторонники «Движения вперёд» назвали происходящее «ветром перемен» и «рассветом новой эры». Впервые с 2001 года партия «Пхыа Тхаи» (и её предшественницы «Тай Рак Тай» и «Партия народной власти») не получила наибольшее количество мест в парламенте.
Две основные партии, считающиеся провоенными и связанными с бывшей военной хунтой, «Паланг Прачарат» и новая «Объединённая тайская нация» (отколовшаяся от «Паланг Прачарат»), потеряли половину своих мест по сравнению с предыдущими выборами. «Демократическая партия», перешедшая после выборов 2019 года в военную фракцию, также потеряла более половины своих мест.
Аналитики были удивлены результатами «Движения вперёд». Успех партии они связали с желанием перемен в обществе, неудовлетворенностью работой премьер-министра Праюта Чан-Оча и нежеланием голосовать за ранее доминирующую «Пхыа Тхаи», хотя та и находилась в оппозиции последние 9 лет. Особая приверженность «Движения вперёд» реформированию закона об оскорблении величества в стране также могла стать причиной, побудившей избирателей голосовать за партию. Напон Джатусрипитак, тайский политолог из Института исследований Юго-Восточной Азии, считает, что эти выборы свидетельствуют о готовности страны преодолеть прошлые политические разногласия и вместо этого сосредоточиться на структурных реформах, «касающихся роли традиционных центров власти в Таиланде».

Результаты голосования в округах по партийным спискам (100 мест):

Результаты голосования в округах за кандидатов (400 мест):

|                                           |                                                  |                      |                      |                      |                          |                          |                          |            |           |
| Партия                                    | Партия                                           | По партийным спискам | По партийным спискам | По партийным спискам | По одномандатным округам | По одномандатным округам | По одномандатным округам | Всего мест | Изменение |
| Партия                                    | Партия                                           | Голосов              | %                    | Мест                 | Голосов                  | %                        | Мест                     | Всего мест | Изменение |
|                                           | Движение вперёд                                  | 14 438 851           | 38,01                | 39                   | 9 665 433                | 25,40                    | 112                      | 151        | ▲70       |
|                                           | Пхыа Тхаи                                        | 10 962 522           | 28,86                | 29                   | 9 340 082                | 24,54                    | 113                      | 141        | ▲5        |
|                                           | Объединённая тайская нация                       | 4 766 408            | 12,55                | 13                   | 3 607 575                | 9,48                     | 23                       | 36         | новая     |
|                                           | Бумяжтай                                         | 1 138 202            | 3,00                 | 3                    | 5 133 441                | 13,49                    | 68                       | 71         | ▲20       |
|                                           | Демократическая партия                           | 925 349              | 2,44                 | 3                    | 2 278 857                | 5,99                     | 22                       | 25         | ▼28       |
|                                           | Прашарат                                         | 602 645              | 1,59                 | 2                    | 334 051                  | 0,88                     | 7                        | 9          | ▲2        |
|                                           | Паланг Прачарат                                  | 537 625              | 1,42                 | 1                    | 4 186 441                | 11,00                    | 39                       | 40         | ▼76       |
|                                           | Тайская либеральная партия                       | 351 376              | 0,92                 | 1                    | 277 007                  | 0,73                     | 0                        | 1          | ▼9        |
|                                           | Тай Сан Тай                                      | 340 178              | 0,90                 | 1                    | 872 893                  | 2,29                     | 5                        | 6          | новая     |
|                                           | Партия новой демократии                          | 273 428              | 0,72                 | 1                    | 13 583                   | 0,04                     | 0                        | 1          | 0         |
|                                           | Новая партия                                     | 249 731              | 0,66                 | 1                    | 1 365                    | 0,00                     | 0                        | 1          | новая     |
|                                           | Партия национального развития                    | 212 676              | 0,56                 | 1                    | 297 946                  | 0,78                     | 1                        | 2          | ▼1        |
|                                           | Партия тайских округов                           | 201 411              | 0,53                 | 1                    | 1 202                    | 0,00                     | 0                        | 1          | новая     |
|                                           | Шартиннпаттана                                   | 192 497              | 0,51                 | 1                    | 585 205                  | 1,54                     | 9                        | 10         | 0         |
|                                           | Справедливая партия                              | 184 817              | 0,49                 | 1                    | 9 653                    | 0,03                     | 0                        | 1          | новая     |
|                                           | Новая социальная сила                            | 177 379              | 0,47                 | 1                    | 20 353                   | 0,05                     | 0                        | 1          | новая     |
|                                           | Народная партия тайских учителей                 | 175 182              | 0,46                 | 1                    | 4 464                    | 0,01                     | 0                        | 1          | 0         |
|                                           | Партия власти                                    | 156 493              | 0,41                 | 1                    | 2 807                    | 0,01                     | 0                        | 0          | новая     |
|                                           | Пхыа Шарт Тай                                    | 134 833              | 0,35                 | 0                    | 19 869                   | 0,05                     | 0                        | 0          | ▼1        |
|                                           | Лейбористская партия национального строительства | 128 586              | 0,34                 | 0                    | 1 200                    | 0,00                     | 0                        | 0          | новая     |
|                                           | Тай Пакди                                        | 102 237              | 0,27                 | 0                    | 97 513                   | 0,26                     | 0                        | 0          | новая     |
|                                           | Быстрая партия                                   | 82 660               | 0,22                 | 0                    | 1 930                    | 0,01                     | 0                        | 0          | новая     |
|                                           | Партия тайского будущего                         | 80 712               | 0,21                 | 0                    | 2 342                    | 0,01                     | 0                        | 0          | 0         |
|                                           | Партия новой альтернативы                        | 78,789               | 0,21                 | 0                    | 11 691                   | 0,03                     | 0                        | 0          | 0         |
|                                           | Тай Руам Тай                                     | 71 854               | 0,19                 | 0                    | 996                      | 0,00                     | 0                        | 0          | новая     |
|                                           | Тайская партия единства                          | 71 765               | 0,19                 | 0                    | 431                      | 0,00                     | 0                        | 0          | 0         |
|                                           | Пхыа Тхаи Руампхаланг                            | 66 830               | 0,18                 | 0                    | 94 345                   | 0,25                     | 2                        | 2          | новая     |
|                                           | За национальную партию                           | 59 109               | 0,16                 | 0                    | 43 946                   | 0,12                     | 0                        | 0          | 0         |
|                                           | Тайская сетевая партия                           | 57 514               | 0,15                 | 0                    | 107                      | 0,00                     | 0                        | 0          | 0         |
|                                           | Тайская гражданская партия                       | 56 655               | 0,15                 | 0                    | 4 165                    | 0,01                     | 0                        | 0          | 0         |
|                                           | Партия изменений                                 | 52 863               | 0,14                 | 0                    | 5 089                    | 0,01                     | 0                        | 0          | новая     |
|                                           | Тай Чана                                         | 44 773               | 0,12                 | 0                    | 2 443                    | 0,01                     | 0                        | 0          | новая     |
|                                           | Партия тайской власти                            | 43 655               | 0,11                 | 0                    | 333                      | 0,00                     | 0                        | 0          | новая     |
|                                           | Тайская партия прогресса                         | 34 559               | 0,09                 | 0                    | 1 556                    | 0,00                     | 0                        | 0          | новая     |
|                                           | Партия новой палангдхармы                        | 33 607               | 0,09                 | 0                    | 1 593                    | 0,00                     | 0                        | 0          | ▼1        |
|                                           | Коалиционная партия действий                     | 33 394               | 0,09                 | 0                    | 1,553                    | 0,00                     | 0                        | 0          | ▼5        |
|                                           | Партия нового измерения                          | 33 157               | 0,09                 | 0                    | 2 071                    | 0,01                     | 0                        | 0          | новая     |
|                                           | Тайская народная партия                          | 31 645               | 0,08                 | 0                    | 3 304                    | 0,01                     | 0                        | 0          | 0         |
|                                           | Тайская цивилизованная партия                    | 23 404               | 0,06                 | 0                    | 33 764                   | 0,09                     | 0                        | 0          | ▼1        |
|                                           | Партия будущих изменений                         | 23 042               | 0,06                 | 0                    | 1 355                    | 0,00                     | 0                        | 0          | новая     |
|                                           | Зелёная партия                                   | 21 559               | 0,06                 | 0                    | 1 597                    | 0,00                     | 0                        | 0          | 0         |
|                                           | Партия тайской морали                            | 20 803               | 0,05                 | 0                    | 765                      | 0,00                     | 0                        | 0          | 0         |
|                                           | Народная прогрессивная партия                    | 17 460               | 0,05                 | 0                    | 1 307                    | 0,00                     | 0                        | 0          | ▼1        |
|                                           | Сиамская партия власти                           | 16 898               | 0,04                 | 0                    | 455                      | 0,00                     | 0                        | 0          | новая     |
|                                           | Одна партия                                      | 13 424               | 0,04                 | 0                    | 2 528                    | 0,01                     | 0                        | 0          | новая     |
|                                           | Партия защиты лесов                              | 12 451               | 0,03                 | 0                    | 1 621                    | 0,00                     | 0                        | 0          | ▼2        |
|                                           | Партия равенства                                 | 11 673               | 0,03                 | 0                    | 1 577                    | 0,00                     | 0                        | 0          | новая     |
|                                           | Совместная партия                                | 10 995               | 0,03                 | 0                    | 89 389                   | 0,23                     | 0                        | 0          | новая     |
|                                           | Партия новой надежды                             | 10 687               | 0,03                 | 0                    | 1 195                    | 0,00                     | 0                        | 0          | 0         |
|                                           | Земля Дхармы                                     | 10 550               | 0,03                 | 0                    | 707                      | 0,00                     | 0                        | 0          | 0         |
|                                           | Партия нового пути                               | 10 541               | 0,03                 | 0                    | 17 436                   | 0,05                     | 0                        | 0          | новая     |
|                                           | Зен-Дай                                          | 10 303               | 0,03                 | 0                    | 8 440                    | 0,02                     | 0                        | 0          | ▼1        |
|                                           | Тайская умная партия                             | 10 235               | 0,03                 | 0                    | 12 295                   | 0,03                     | 0                        | 0          | новая     |
|                                           | Кооперативная партия власти                      | 10 017               | 0,03                 | 0                    | 216                      | 0,00                     | 0                        | 0          | 0         |
|                                           | Для тайского будущего                            | 9 893                | 0,03                 | 0                    | 897                      | 0,00                     | 0                        | 0          | новая     |
|                                           | Паланг Тай Рак Шарт                              | 9 005                | 0,02                 | 0                    | 132                      | 0,00                     | 0                        | 0          | 0         |
|                                           | Партия демократической силы                      | 8 679                | 0,02                 | 0                    | 296                      | 0,00                     | 0                        | 0          | 0         |
|                                           | Клонг Тай                                        | 7 835                | 0,02                 | 0                    | 50 948                   | 0,13                     | 0                        | 0          | 0         |
|                                           | Партия спасения нации                            | 7 688                | 0,02                 | 0                    | 4 638                    | 0,01                     | 0                        | 0          | новая     |
|                                           | Партия простолюдинов                             | 6 463                | 0,02                 | 0                    | 0                        | 0,00                     | 0                        | 0          | 0         |
|                                           | Рат Витхи                                        | 6 126                | 0,02                 | 0                    | 4 317                    | 0,01                     | 0                        | 0          | новая     |
|                                           | Тайская социал-демократическая партия            | 5 773                | 0,02                 | 0                    | 934                      | 0,00                     | 0                        | 0          | 0         |
|                                           | Партия социальной власти                         | 5 480                | 0,01                 | 0                    | 356                      | 0,00                     | 0                        | 0          | 0         |
|                                           | Тхинкакхао Чаовилай                              | 5 454                | 0,01                 | 0                    | 876                      | 0,00                     | 0                        | 0          | 0         |
|                                           | Тайская партия народной власти                   | 4 962                | 0,01                 | 0                    | 20 940                   | 0,06                     | 0                        | 0          | ▼1        |
|                                           | Чат Рунг Руэнг                                   | 4 497                | 0,01                 | 0                    | 436                      | 0,00                     | 0                        | 0          | новая     |
|                                           | Парадонрапхаб                                    | 3 382                | 0,01                 | 0                    | 637                      | 0,00                     | 0                        | 0          | 0         |
|                                           | Паланг Бурапха                                   |                      |                      |                      | 889                      | 0,00                     | 0                        | 0          | новая     |
|                                           | Руктам                                           |                      |                      |                      | 232                      | 0,00                     | 0                        | 0          | новая     |
|                                           | Народная партия гармонии                         |                      |                      |                      | 65                       | 0,00                     | 0                        | 0          | новая     |
| Ни одна из вышеперечисленных              | Ни одна из вышеперечисленных                     | 482 303              | 1,27                 |                      | 866 885                  | 2,28                     |                          |            |           |
| Общая информация                          |                                                  |                      |                      |                      |                          |                          |                          |            |           |
| Действительные бюллетени                  | Действительные бюллетени                         | 37,987,549           | 96,18                |                      | 38 056 960               | 96,31                    |                          |            |           |
| Пустые и недействительные                 | Пустые и недействительные                        | 1 509 836            | 3,82                 |                      | 1 457 899                | 3,69                     |                          |            |           |
| Всего                                     | Всего                                            | 39 497 385           | 100                  | 100                  | 39 514 859               | 100                      | 400                      | 500        |           |
| Зарегистрировано избирателей/явка         | Зарегистрировано избирателей/явка                | 52 238 594           | 75,61                |                      | 52 238 594               | 75,64                    |                          |            |           |
| Источник: Избирательная комиссия Таиланда |                                                  |                      |                      |                      |                          |                          |                          |            |           |

### Формирование правительства

#### Коалиция «Движения вперёд»

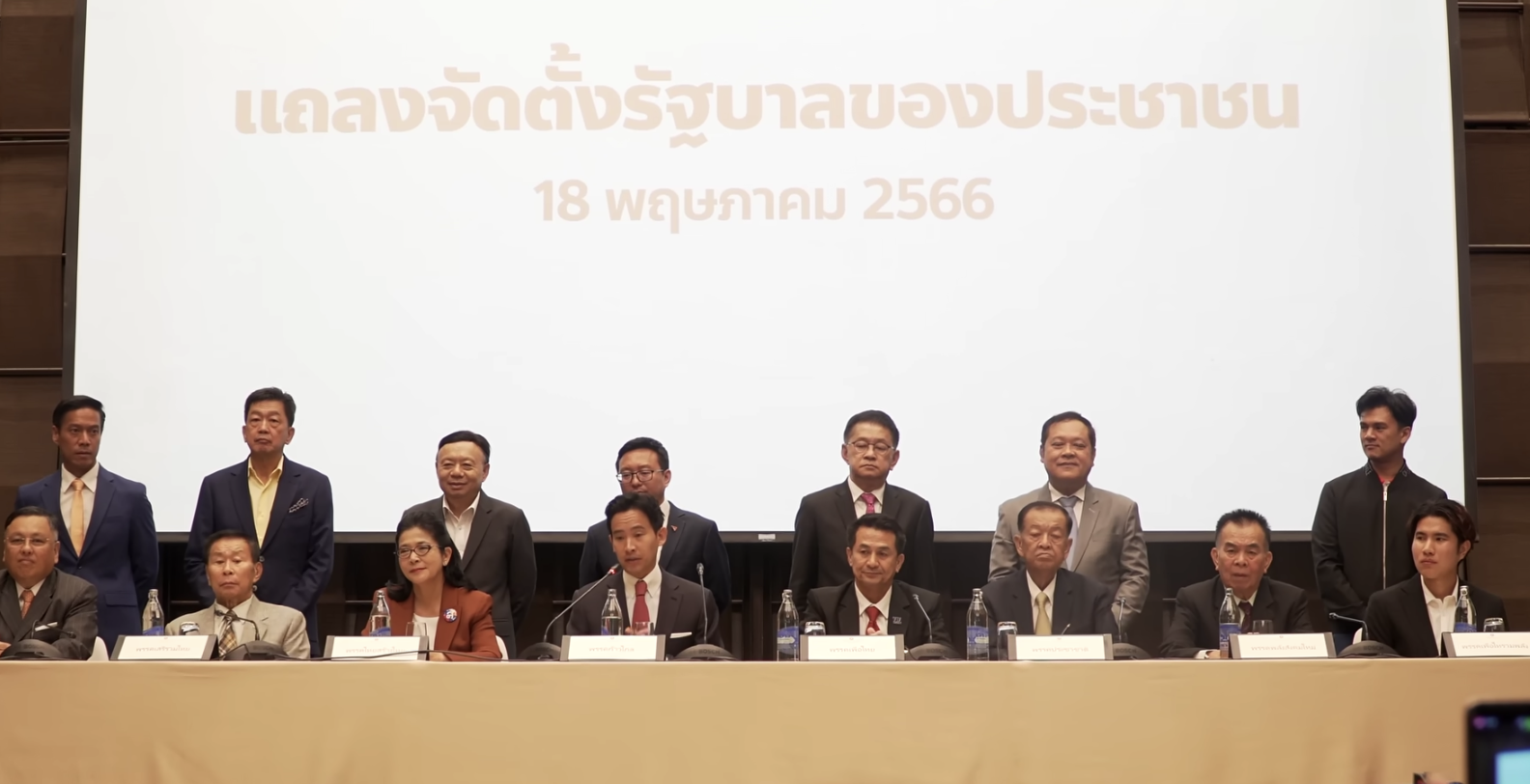
Лидеры восьми партий, формирующих коалицию, на пресс-конференции 18 мая 2023 года.
Слева на право сидят: лидер «Справедливой партии» Питифонг Темчароен, лидер «Тайской либеральной партии» Сериписат Тимиявс, лидер «Тай Сан Тай» Сударат Кейурафан, лидер «Движения вперёд» Пита Лимджароенрат, лидер «Пхыа Тхаи» Чонланан Шрикаев, лидер «Прашарата» Ван Мухаммад Нур Матха, лидер «Новой социальной силы» Чаоварит Кхаджонпонгкирати, лидер «Пхыа Тхаи Руампхаланг» Васават Пуангпонсри

Пита нуждается в 376 голосах от полного состава Национальной ассамблеи, чтобы быть избранным премьер-министром, а это означает, что ему потребуется поддержка депутатов Палаты представителей из оппозиционных партий и/или сенаторов, которые были назначены ещё военным правительством. Уже 15 мая лидер «Движения вперёд» Пита Лимджароенрат объявил о формировании демократической шестипартийной коалиции (310 депутатов), в которую помимо своей партии пригласил «Пхыа Тхаи», «Прашарат», «Тай Сан Тай», «Либеральную партию» и «Справедливую партию». 18 мая Лимджароенрат рассказал о формировании восьмипартийной коалиции, состоящей из 313 депутатов. К ранее объявленным партиями примкнули «Новая социальная сила» и «Пхыа Тхаи Руампхаланг». О готовности поддержать Питу на посту премьер-министра без каких-либо условий заявили и в «Демократической партии», а некоторые сенаторы рассказали, что уважают выбор народа и также готовы проголосовать за Питу Лимджароенрата.
22 мая восемь партий подписали исторический Меморандум о взаимопонимании, в котором перечислены 23 согласованные политики, включая восстановление демократии, принятие закона о равенстве брака, а также реформирование системы безопасности и правосудия. Вопрос о смягчении закона об оскорблении величества был убран в последний момент и оставлен для самостоятельного продвижения партией «Движение вперёд».
| Кандидатура Пита Лимджароенрат (ДВ) | |              |
| Голосование →                       | Голосование → | 13 июля 2023 |
| Необходимое большинство →           | Необходимое большинство → | 375 из 749   |
|                                     | За - • Движение вперёд (151) - • Пхыа Тхаи (141) - • Сенаторы (13) - • Прашарат (8) - • Тай Сан Тай (6) - • Пхыа Тхаи Руампхаланг (2) - • Тайская либеральная партия (1) - • Справедливая партия (1) - • Новая социальная сила (1) | 324 из 749   |
|                                     | Против - • Бумяжтай (70) - • Паланг Прачарат (40) - • Объединённая тайская нация (36) - • Сенаторы (34) - • Партия новой демократии (1) - • Партия тайских округов (1)                                                             | 182 из 749   |
|                                     | Воздержались - • Сенаторы (159) - • Демократическая партия (25) - • Шартиннпаттана (10) - • Партия национального развития (2) - • Тайские учителя для народной партии (1) - • Новая партия (1) - • Спикер (1)                      | 199 из 749   |
|                                     | Отсутствовали - • Сенаторы (43) - • Бумяжтай (1) | 44 из 749    |
| Источник                            | |              |

13 июля формирование правительства было заблокировано, так как коалиция во главе с Питой не набрала необходимых 375 голосов (один сенатор ушла в отставку, поэтому необходимое число голосов снизилось на один) в парламенте. В то время как 324 члена парламента проголосовали за, 182 проголосовали против и 199 воздержались. Большинство из назначенных военной хунтой сенаторов отказались поддержать Питу на посту премьер-министра, что привело к протестам и критике. 19 июля Национальная ассамблея собралась во второй раз для избрания нового премьер-министра. В тот же день Конституционный суд (КС) единогласно проголосовал за рассмотрение дела против Питы в отношении унаследованных им акций несуществующей компании iTV (кандидатам запрещено владеть акциями СМИ). КС также проголосовал (7 судей за, 2 – против) за отстранение его от должности депутата на время рассмотрения дела. В последовавших за этим дебатах Национальная ассамблея проголосовала против рассмотрения его кандидатуры на пост премьер-министра. Утверждалось, что его повторное выдвижение противоречит парламентскому правилу 41, запрещающему повторное рассмотрение предложения, которое ранее уже не получило поддержки. Повторное выдвижение кандидата поддержали 312 парламентариев, против — 394, 8 воздержались и один (Пита) не голосовал.
Ещё одно голосование было запланировано на 27 июля. Ожидалось, что «Пхыа Тхаи» выдвинет Сеттху Тхависина на пост премьер-министра. Однако 24 июля генеральный секретарь Управления омбудсмена подполковник полиции Кироп Криттиранонт обратился в Конституционный суд с просьбой приказать парламенту отложить следующее голосование по кандидатуре премьер-министра и вынести решение по отклонённому повторному выдвижению лидера партии «Движение вперёд» Питы Лимджароенрата. Он рассказал, что было подано 17 жалоб, возражающих против резолюции парламента, отклоняющей повторное выдвижение Питы на пост премьер-министра. Заявители считают это нарушением их конституционных прав.

#### Коалиция «Пхыа Тхаи»
| Кандидатура Сеттха Тхависин (ПТ) | |                 |
| Голосование →                    | Голосование → | 22 августа 2023 |
| Необходимое большинство →        | Необходимое большинство → | 373 из 747      |
|                                  | За - • Сенаторы (152) - • Пхыа Тхаи (140) - • Бумяжтай (71) - • Паланг Прачарат (39) - • Объединённая тайская нация (36) - • Демократическая партия (16) - • Шартиннпаттана (10) - • Прашарат (8) - • Партия национального развития (2) - • Пхыа Тхаи Руампхаланг (2) - • Тайская либеральная партия (1) - • Тайские учителя для народной партии (1) - • Новая партия (1) - • Партия новой демократии (1) - • Партия тайских округов (1) - • Новая социальная сила (1) | 482 из 747      |
|                                  | Против - • Движение вперёд (149) - • Сенаторы (13) - • Демократическая партия (2) - • Справедливая партия (1) | 165 из 747      |
|                                  | Воздержались - • Сенаторы (68) - • Тай Сан Тай (6) - • Демократическая партия (6) - • Спикер (1) | 81 из 747       |
|                                  | Отсутствовали - • Сенаторы (16) - • Пхыа Тхаи (1) - • Паланг Прачарат (1) - • Демократическая партия (1) | 19 из 747       |
| Источник                         | |                 |

После того, как попытки избрать кандидата от партии «Движение вперёд» были заблокированы, возможность возглавить формирование правительства была передана партии «Пхыа Тхаи», которая выдвинула Сеттху Тхависина кандидатом в премьер-министры. В рамках попыток «Пхыа Тхаи» сформировать правительство были проведены переговоры со многими консервативными и провоенными партиями, которые настаивали на том, что не будут поддерживать какую-либо коалицию, включающую «Движение вперёд», из-за её политики внесения смягчающих поправок в закон об оскорблении величества. Это, в сочетании с объявлением о том, что бывший премьер-министр Таксин Чинават вернётся в Таиланд, породило слухи о соглашении «Пхыа Тхаи» с партиями уходящего правительства. 2 августа «Пхыа Тхаи» объявила, что выходит из восьмипартийной коалиции и попытается сформировать новую коалицию, исключающую «Движение вперёд», с Среттой в качестве кандидата на пост премьер-министра. 3 августа Конституционный суд объявил, что решение о повторном выдвижении Питы будет принято 16 августа. В связи с этим голосование за премьер-министра, запланированное на 4 августа, снова было перенесено на 22 августа. 7 августа «Пхыа Тхаи» и «Бумяжтай» объявили о создании альянса, который попытается сформировать новое коалиционное правительство. К ним присоединились шесть партий — «Прашарат», «Пхыа Тхаи Руампхаланг», «Партия национального развития», «Тайская либеральная партия», «Новая социальная сила» и Партия тайских округов» — 9 августа, а 10 августа к ним присоединилась «Шартиннпаттана», в результате чего их общее количество мест в Палате представителей достигло 238. Количество депутатов оказалось меньше, чем в первоначальной коалиции под руководством «Движения вперёд», но считалось более благоприятным для консервативного военного истеблишмента в Сенате. 16 августа Конституционный суд отклонил ходатайства о повторном выдвижении кандидатуры Питы, заявив, что истцы не являются непосредственно затронутыми сторонами, что открыло путь для нового раунда голосования за премьер-министра. 21 августа было объявлено о создании коалиции из одиннадцати партий, в которую к вышеупомянутым партиям вошли связанные с военными партии «Объединённая тайская нация» и «Паланг Прачарат». С этого момента коалиция насчитывала 314 депутатов Парламента. Альянс «Пхыа Тхаи» с военными партиями вызвал споры среди многих избирателей, включая её собственных сторонников, поскольку лидеры «Пхыа Тхаи» во время предвыборной кампании обещали не присоединяться к провоенным силам. Опрос, опубликованный накануне Национальным институтом управления развитием, показал, что более 64% опрошенных выступают против союза «Пхыа Тхаи» с партиями, поддерживаемыми военными. 22 августа Сеттха Тхависин был избран 482 голосами «за», 165 голосами «против» при 81 воздержавшемся. Таксин вернулся в Таиланд в тот же день после 15 лет добровольного изгнания и был немедленно доставлен в Верховный суд, а затем в больничное крыло следственного изолятора, где начал отбывать восьмилетний тюремный срок по обвинениям в коррупции.